# Plumatella casmiana
Espèce
Plumatella casmiana est une espèce de bryozoaires d'eau douce de la famille des Plumatellidae.
L’espèce ne peut être identifiée facilement. Les critères d’identifications sont la taille, la forme et les motifs de ses propagules (statoblastes).
Comme avec P. emarginata, il a été récemment montré que très rarement (dans un contexte d'eaux eutrophes selon Rao K.S. & al(1985) et pour des raisons non encore comprises, comme dans le lac-réservoir « Swede » du comté de Boulder dans le Colorado) cette espèce peut produire des colonies denses en forme de coussins constituées d'amas de zooécies agglomérées (collées les unes aux autres sur toute leur longueur ; « fungoid honeycomb colonies ». Ce phénomène est connu chez certains bryozoaires marins encroutants, mais il n'était jusqu'alors réputé possible chez les bryozoaires d'eau douce que chez Plumatella fungosa. Il concerne au moins aussi Plumatella emarginata. Dans ce cas, quand la colonie meurt, il reste une structure en « gâteau de cire » dont les trous étaient l'espace occupé par les zooécies.

## Systématique
L'espèce Plumatella casmiana a été décrite en 1907 par le zoologiste japonais Asajiro Oka (1868-1944).

## Dénomination
- Son nom de genre (Plumatella) provient du fait que, vu de près, ses polypes donnent à une colonie dense un aspect « plumeux » ;
- Son nom d'espèce est « casmiana ».

## Habitat répartition
Cette espèce ne vit qu'en eau douce et semble cosmopolite. Elle peut de plus se faire transporter sous forme de propagules (statoblastes) par les oiseaux et hors des couloirs de migration aviaire, y compris de manière « transocéanique » via les ballast de navires.

## Identification  taxonomiques
L’espèce ne peut pas être identifiée facilement.
Les critères d’identifications sont la taille et forme des flottoblastes (statoblastes à anneau flottant) qui doivent être observés au microscope optique ou au microscope électronique.
T.S Wood en 1988 signale que les mouvements rythmiques des lophophores sont chez cette espèce comparables à ceux observés chez Plumatella reticulata

## Utilisations
En tant que filtreur, cette espèce présente une valeur de bioindicatrice et de biointégratrice.
Elle a déjà été utilisée pour des études écotoxicologiques (par exemple pour étudier les effets écotoxiques de plusieurs herbicide (Tafazine, Bladex, Aresin et Dalapon), parallèlement à l'utilisation de Lophopodella carteri poissons d'eau douce (Sarotherodon mossambicus, Puntius ticto, Cirrhinus mrigala, Danio sps.) pour la même étude)

### Guide ou clés de détermination
- Mundy - Clé de détermination des bryozoaires anglais et européens
- Wood II - Nouvelle clé de détermination des bryozoaires anglais, irlandais et d'Europe continentale (A new key to the freshwater bryozoans of Britain, Ireland and Continental Europe)